# Bagni di Montecatini
Bagni di Montecatini è l'antico nome della località termale di Montecatini Terme, frazione fino al 1905 di Montecatini Val di Nievole.
Nel 1940 il comune di Montecatini Val di Nievole venne definitivamente soppresso ed il suo territorio diviso tra quelli di Montecatini Terme (nome adottato dal comune di Bagni di Montecatini nel 1934) e di Pieve a Nievole.